# Amours à l'italienne
Pour plus de détails, voir Fiche technique et Distribution.
Amours à l'italienne (Rome Adventure) est un film américain de Delmer Daves, sorti en 1962.

## Synopsis
Au cours d'un voyage en Italie, une jeune institutrice américaine tombe amoureuse de deux hommes : un jeune architecte, et un homme plus âgé qu'elle.

## Fiche technique
- Titre original : Rome Adventure
- Titre français : Amours à l'italienne
- Réalisation : Delmer Daves
- Scénario : Delmer Daves
- Production : Delmer Daves
- Directeur de la photographie : Charles Lawton Jr.
- Musique : Max Steiner
- Société de production et distribution : Warner Bros
- Pays :  États-Unis
- Langue : anglais - italien
- Durée : 119 minutes
- Format : 1:66:1, Couleurs
- Date de sortie :
  - États-Unis : 15 mars 1962
- Affiche : Joseph Koutachy (France)

## Distribution
- Troy Donahue : Don Porter
- Angie Dickinson : Lyda Kent
- Rossano Brazzi : Roberto Orlandi
- Suzanne Pleshette : Prudence Bell
- Constance Ford : Daisy Bronson
- Al Hirt : Lui-même
- Hampton Fancher : Albert Stillwell
- Emilio Pericoli : le chanteur italien
- Gertrude Flynn : Mme Riggs
- Pamela Austin : Agnes Hutton